# Elijah Schuurmans
Elijah Schuurmans (ur. 3 lutego 1995) – australijski judoka
Startował w Pucharze Świata w latach 2012-2016. Brązowy medalista mistrzostw Oceanii w 2015. Mistrz Australii w 2016 roku.